# 乔治斯·帕帕佐普洛斯
乔治斯·帕帕佐普洛斯（羅馬化：Geórgios Papadópoulos；1919年5月5日—1999年6月27日），希腊军人、政治家，1967年4月21日发动军事政变获得政权，并一直担任军政府领导人至1974年。

## 生平
乔治斯·帕帕佐普洛斯出生于伯罗奔尼撒半岛亚该亚地区的埃赖奥霍里（Elaiohori）小村庄，父母亲是学校教师，他是长子，下面有两个弟弟。1937年高中毕业后，他进入埃夫皮顿军官学院（Σχολή Ευελπίδων）并在1940年完成3年学业。
二战期间，帕帕佐普洛斯作为一名炮兵少尉与意大利軍、德军和保加利亞軍作战，希腊於1941年4月被軸心國联軍占领全境后，他在库尔库拉科斯上校（Kourkoulakos）的“帕特雷食品供应处”工作。1944年在英国情报机构的帮助下前往埃及的希腊流亡政府，被提升为中尉，并与其他右翼军官组织了準軍事組織IDEA，该组织为他在1967年的政变中出了大力。
二战结束后，他于1946年晋升为上尉，希腊内战中的1949年升为少校。1959年至1964年在情报部门希腊国家情报局（KYP）工作，主要负责与美国CIA的合作。1956年参与计划一场未遂政变。
1965年康斯坦丁二世国王将乔治奥斯·帕潘德里欧首相解职，希腊国内政局陷入动荡。1967年4月21日，时为上校的帕帕佐普洛斯率希腊右翼军官“上校团”发动政变，实行戒严令，解散全国的政党，逮捕了帕纳吉奧蒂斯·卡内洛普洛斯（Panagiotis Kanellopoulos）首相和数以百计的被指控为共产党的人。政变后国王成了军政府的摆设，国王联络支持者试图以海军空军的力量制衡“上校团”，计划败露，国王一家于1967年底流亡罗马。帕帕佐普洛斯开始实行军政府独裁统治。
1968年8月13日，帕帕佐普洛斯被反军政府统治的积极分子亚历山德罗斯·帕纳古利斯刺杀未遂，于是命令秘密警察加强对全国国民的监视和言论管制，将反对政权的政治家和共产主义者逮捕或驱逐出境。
1972年3月21日帕帕佐普洛斯兼任摄政，并宣布废除国王，实行共和制。1973年6月1日就任总统，提名斯皮罗斯·马克齐尼斯为政府总理，实行文官政府治理民政。
1973年11月17日，雅典理工大学学生發起反独裁抗议运动，帕帕佐普洛斯独裁政权处于崩溃状态，11月25日其心腹秘密警察的首脑迪米特里奥斯·伊奥尼迪斯准将（Dimitrios Ioannides ）将他软禁在他的别墅中，由軍事治安警察（ESA）長官费宗·吉齐基斯中将上台，出任新总统。1974年希腊军政府由于在塞浦路斯的軍事干涉行動导致海军、空军背离崩溃，军政府垮台，流亡的政治家康斯坦蒂诺斯·卡拉曼利斯回国成立了文人政府，在此后的民主化过程中，帕帕佐普洛斯等军事政权的领导人被起诉，帕帕佐普洛斯被判处死刑，後來改为终身监禁，不過其堅持自己受到審判是不當的，縱使他在1996年確診膀胱癌，也沒有如當年一同被判刑的尼可拉斯·馬卡瑞佐斯等人，以健康理由申請假釋或特赦提前出獄，由於患癌，他被轉移到雅典的一家醫院接受住院治療，最終於1999年因癌症在醫院中去世。

## 职务
1. ↑  TV documentary .   [2016-02-07]. （原始内容存档于2008-04-06）. by Stelios Kouloglu via Internet Archive
2. ↑  Pace, Eric. . The New York Times. 1999-06-28  [2021-08-04]. ISSN 0362-4331 （美国英语）.

| 新頭銜 君主制废除                  | 希腊总统 1973          | 繼任者： 费宗·吉齐基斯       |
| 前任者： 乔治斯·佐伊塔基斯         | 希腊摄政 1972–1973     | 君主制废除                   |
| 前任者： 康斯坦蒂诺斯·科利亚斯     | 希腊总理 1967–1973     | 繼任者： 斯皮罗斯·马克齐尼斯 |
| 前任者： 格里戈里奥斯·斯潘季扎基斯 | 希腊国防部长 1967–1973 | 繼任者： 尼古拉斯·埃菲西奥斯 |